# Капелла Розария
Капелла Розария (фр. Chapelle du Rosaire), Капелла Матисса (фр. Chapelle Matisse) — капелла женского монастыря доминиканского ордена в городе Ванс (Франция). В русскоязычной литературе, посвящённой творчеству Матисса, преимущественно используется название Капелла Чёток. Построена в 1949—1951 годы по проекту и при непосредственном участии Анри Матисса, создавшего эскизы витражей и монументальных росписей на керамических панно, колокольни с крестом, алтаря, мебели, одежды для священников.

## История создания Капеллы
Для Анри Матисса работа над Капеллой стала возможностью осуществить многолетнюю мечту о синтезе искусств в едином архитектурном пространстве и воплотить сверхзадачу живописи — «дать на ограниченном пространстве идею беспредельности».
К этой трудоёмкой работе художник подошёл на пороге своего 80-летия, после того, как в 1941 году он перенёс в Лионе тяжелую операцию и утратил былую подвижность. По свидетельствам секретаря и помощника Матисса Лидии Делекторской, собранным в её заметках «Подлинная история Капеллы Ванса», в 1942—1943 годах в Ницце за больным художником ухаживала молодая сестра милосердия Моника Буржуа, которая также стала моделью для нескольких картин и серии рисунков Матисса. Затем они вновь встретились в Вансе, куда художник переехал, чтобы избежать принудительной эвакуации из Ниццы: Моника жила в пансионе монахинь-доминиканок, рядом с виллой Матисса «Мечта», и, вскоре приняв монашеский постриг, стала сестрой Жак-Мари. Их общение продолжалось, и как-то раз сестра Жак рассказала Матиссу «о намерении маленькой общины расширить или даже перестроить свою слишком тесную Капеллу, ютившуюся в случайном помещении» и показала ему свой эскиз для витража будущей Капеллы. Этот проект вызвал большой интерес художника; вскоре сестра Жак направила к нему молодого монаха-доминиканца, брата Луи-Бертрана Рейсигье, студента-архитектора, и в разговоре с ним Матисс принял решение самому взяться за разработку и оформление Капеллы. Матисс познакомился с отцом-доминиканцем, художником и теоретиком искусства Мари-Аленом Кутюрье, который убедил настоятельницу монастыря поручить работу над Капеллой мастеру авангардной живописи. В январе 1948 года проект был в целом разработан, строительство поручено архитектору Луи Милону де Пейону под руководством Огюста Перре.
Работа над Капеллой потребовала от тяжело больного художника особых усилий и отказа от многих других проектов в течение четырёх лет. При этом именно участие Матисса дало возможность набрать необходимые средства для строительства:

 «Участие А. Матисса в работе над Капеллой Чёток привлекло достаточно жертвователей, средства которых помогли частично покрыть расходы по строительству Капеллы. В 1949 г. состоялась публичная выставка подготовительных работ А. Матисса по оформлению Капеллы. Матисс сделал несколько тиражей литографий и передал их в распоряжение Капеллы с целью их продажи в пользу постройки. По свидетельству Л. Н. Делекторской, после показа работ Матисса в Японии на выставке в 1951 г. её организаторы по просьбе художника передали определённую сумму монахиням на строительство Капеллы».— Е. Б. Георгиевская.
Первый камень Капеллы был заложен в декабре 11 декабря 1949 года. К этому времени Матисс вернулся из Ванса в Ниццу, где размеры его большой мастерской, близкие к площади помещения капеллы, позволяли больному художнику работать над эскизами витражей и росписей. Состояние здоровья не позволило Матиссу лично присутствовать на освящении Капеллы, состоявшемся 25 июня 1951 года, и его послание архиепископу Ниццы зачитал отец Мари-Ален Кутюрье:

 «С искренним смирением я передаю Вам Капеллу Чёток доминиканских монахинь Ванса. Прошу извинить меня, что я не могу, из-за своего здоровья, сделать это лично.
Работа над Капеллой потребовала от меня четырёх лет исключительно усидчивого труда, и она — результат всей моей сознательной жизни. Несмотря на все её недостатки, я считаю её своим лучшим произведением. Пусть будущее подтвердит это суждение возрастающим интересом к этому памятнику, не зависящим от его высшего назначения».— Анри Матисс.

## Общее архитектурное решение
Капелла женского монастыря в Вансе, построенная на южном склоне холма, в плане представляет асимметричное перекрещение продольного нефа с укороченным трансептом; размеры здания невелики: длина — 15 м, ширина — 10 м, высота — 8 м; внутренняя ширина продольного нефа — 5 м, высота потолка — 5 м. Средокрестие увенчано высоким (12 м) кованым крестом с небольшим колоколом у основания; двускатная крыша покрыта синей и белой черепицей, образующей сине-белый зигзагообразный узор. В соответствии с редкой, раннехристианской традицией, небольшая прямоугольная апсида и алтарь помещены в западной части храма. Продольный неф предназначен для мирян, трансепт с южным хором — для монахинь: к тем и другим обращён алтарь, установленный в средокрестии и развёрнутый на 45° к востоку. Два ряда узких витражных окон расположены по южным стенам здания, двойное окно — в апсиде. В северо-восточном углу продольного нефа находится резная дверь в исповедальню, смежную с ризницей; глухая дверь последней выходит в узкий простенок северной части трансепта и не видна мирянам.
С востока Капелла имеет небольшой двухуровневый притвор: северный вход с авеню Анри Матисса расположен на верхнем уровне и оформлен ещё одним небольшим витражным окном, к югу на нижний уровень спускается лестница, ведущая в основное помещение Капеллы; южный выход ведёт в небольшой сад. Лаконичные фасады здания побелены и кроме витражных окон украшены лишь двумя керамическими панно: медальоном в тимпане, изображающим Богоматерь с Христом, и фризом над входной дверью — св. Доминик, обращённый к Деве Марии Розария с Младенцем.

## Интерьер
Витражи с разными вариантами формы «кактуса с лапчатыми колючими листьями и желтыми цветами», включая витраж апсиды на тему «Древа жизни», выполнены из стёкол трёх цветов: синего ультрамаринового, бутылочно-зелёного и лимонно-жёлтого; причём жёлтый цвет сделан матовым — он пропускает свет, но не прозрачен. Матисс подчёркивал не только декоративный, но и смысловой характер этого решения: «Непрозрачный жёлтый цвет останавливает взгляд и удерживает его внутри Капеллы, создавая таким образом первый план пространства, которое начинается в Капелле и, проникая сквозь синие и зелёные стекла, продолжается в окружающих садах. Когда, находясь в Капелле, видишь сквозь витражи человека, проходящего по саду на расстоянии всего одного метра, то кажется, что он находится в другом мире, отличном от мира Капеллы».
Витражное окно у северного входа в притвор — с изображением рыбы в сетях и звезды над нею — выполнено в сине-голубой гамме.
Матисс спроектировал весь алтарный комплекс и резную дверь исповедальни. Стремясь к тому, чтобы «священник видел паству и чтобы паства видела его», Матисс придал предельно лаконичные формы алтарю, стоящим на нём подсвечникам и бронзовому распятию.
На стенах Капеллы размещены три керамических панно из белых глазурованных плиток с росписями, выполненными чёрным контуром: в северном торце трансепта — полнофигурный святой Доминик высотой более 4,5 м, со Священным Писанием у груди; по северной стене продольного нефа — Дева Мария с младенцем Иисусом на фоне цветов, в его восточном торце — 14 сцен Крестного пути, начиная от Суда Пилата и завершая Погребением Христа. Вместо того, чтобы традиционно распределить сцены Крестного пути последовательно по стенам церкви, Матисс собрал их на одном панно, которое должно читаться снизу вверх, как восходящий и извилистый путь Голгофы. 
В оформлении интерьера капеллы Матисс использовал свои давние находки: сдвиги цветовых пятен относительно контура рисунка, которые он варьировал как в живописи, так и в коллажах из цветной бумаги. Солнечные лучи, проходя сквозь цветные стёкла витражей создавали слегка размытые цветовые пятна на противоположной стене с контурными изображениями Христа, Богоматери и Св. Доминика. Вместе с солнцем эти пятна двигались, "оживляя" изображения. Нечто подобное осуществлял другой известный французский художник Ф. Леже в монументально-декоративной керамике.
Каждая из 14 сцен сопровождается в Богослужении Крестного пути молитвой. Движение начинается в нижнем ряду направо, в среднем ряду поворачивает налево и в верхнем ряду вновь меняет направление, благодаря чему поверхность оказывается равномерно заполненной изображениями, подобно странице рукописи или альбомному листу для рисования. Сцена Распятия Христа, совпадающая с центральной осью панно, по высоте занимает два ряда композиции.
По мнению швейцарского историка искусств Г. Едлички, резко сопоставив свет, проходящий сквозь цветные стёкла, с чёрным рисунком на белой глазури керамических плиток, Матисс достиг в росписях Капеллы «сжатости и упрощения, которые напоминают наскальную живопись и роспись греческих ваз». Но эта манера была настолько условной и непривычной для традиционной католической живописи, что Матисс, спустя несколько месяцев после открытия храма, написал специальную пояснительную статью «Капелла Ванса. Завершение одной жизни», опубликованную в новогоднем номере журнала «Франс Иллюстрасьон» (1951):

 «…От левой стены, полной солнечного света, без теней, мы переходим направо, к стене изразцов. Она предстаёт перед нами словно большая раскрытая книга, где на белых страницах написаны знаки, объясняющие музыкальную часть, — витражи.
Именно в керамических панно заключается духовный смысл и значение здания. Несмотря на внешне скромный вид, они очень важны, потому что вносят конкретность в созерцательное настроение, какое должно у нас быть в Капелле. Поэтому я должен уточнить характер их композиции.
В их исполнении художник выявил себя совершенно свободно. Предположив сперва, что на этих трёх больших поверхностях будут иллюстративные панно, он в процессе работы придал одному из них совершенно другое значение. Речь идет о панно „Крестный путь“.

Панно с изображениями св. Доминика и Девы Марии с младенцем Иисусом одинаковы по своему умиротворённому спокойствию и декоративному характеру, а „Крестный путь“ — совершенно иной по настроению — он неистов. Здесь художник столкнулся с великой драмой Христа, и она разбудила страстный дух художника. Задумав сначала это панно в том же роде, что и два первых, художник изобразил процессию последовательно расположенными сценами. Но, захваченный пафосом этой глубокой драмы, он изменил порядок своей композиции…». — Анри Матисс.

## Литургические облачения и аксессуары
Матисс также спроектировал шесть облачений для священников по заданным отцом Кутюрье 4 ноября 1950 г. традиционным для католических богослужений цветам — белому, красному, фиолетовому, зелёному, чёрному, — добавив к ним ещё и розовый. Из 20 разработанных эскизов, выполненных на картоне в технике декупажа, художник оставил 12 (по два эскиза на каждый комплект — для каждой стороны).
Шесть комплектов облачений, изготовленных по проектам Матисса, используются в богослужениях Капеллы в зависимости от времени года:
- Белый цвет — в Рождество, Пасху, Вознесение и Богородичные праздники;
- Фиолетовый — во время Великого поста и Адвенты (Рождественского поста);
- Красный — в Вербное воскресенье, Страстную пятницу, Пятидесятницу и праздники мучеников;
- Розовый — два раза в год для празднования середины Адвенты и середины Великого поста;
- Зелёный — в обычные праздники;
- Чёрный цвет используется для отпеваний и в День поминовения усопших 2 ноября.

В каждый комплект, выполненный в единой цветовой гамме, входят: риза, стола и манипул, составляющие облачение священника, а также покров для чаши и бурса, помещаемые на алтаре.

## Критика, интерпретации
- Пикассо в беседе с Матиссом высказал сомнение в том, что тот имеет право работать с Капеллой: «Почему Вы это делаете? Понятно, если бы Вы были верующим. Иначе, я считаю, Вы просто не имеете морального права»[27]. К этой проблеме иначе подходил отец Кутюрье, он утверждал, что «лучше обращаться к гениальным людям без веры, чем к верующим без таланта»[28].

- Образ матиссовского св. Доминика, написанного «без лица» — с ликом без черт, обведённым только контуром, обнаруживает в себе параллель с пустыми овалами лиц на картинах Малевича. Один из художников русского авангарда пишет о Капелле Чёток как о событии в художественной жизни 1951 года: «У учителей наших (Матисса и Малевича) и у нашего поколения вопрос о лице в изобразительном искусстве стоял все время, как один из главнейших вопросов… мы оказались как раз на стыке конца одной соборной идеи, то есть идеи человеческого лица, и новой идеи — безликого овала. Наши учителя и выдвинули эту идею безликого овала, да, пожалуй, не только выдвинули, а и решили её до какой-то степени»[29].

- Американский исследователь творчества Матисса Альфред Барр сравнивал распятие, выполненное художником для Капеллы Розария, с распятием Антонелло да Мессины[30].

## Музейное наследие
Литургические облачения, эскизы витражей и историко-библиографические экспонаты представлены в небольшой галерее при Капелле Розария. Многочисленные подготовительные материалы, созданные Матиссом в процессе четырёхлетней работы над Капеллой, поступили в собрания Музея Матисса в Ницце (в частности, этюд «Христос перед Пилатом» для панно «Крестный путь»), Музея Матисса в Като-Камбрези (этюд для панно «Богоматель с Младенцем»), парижского Центра Помпиду (эскизы витражей),
Нью-Йоркского музея современного искусства (эскизы облачений).
В 2011 году в Галерее современного религиозного искусства Музеев Ватикана открылся специальный зал, посвящённый работам Матисса по созданию Капеллы Розария, поступивших в музейное собрание в 1980 году от Пьера Матисса, сына художника. Среди экспонатов зала: крупноформатный картон с одним из первых эскизов для панно «Богоматерь с Младенцем», эскизы к витражам и отливка бронзового напрестольного Распятия, подаренная Музеям Ватикана в 1973 году доминиканскими монахинями Ванса.